# Osypywanie
Osypywanie – w geologii dynamicznej, powtarzające się częstokroć zjawisko odpadania drobnych, pojedynczych ziaren zwietrzeliny ze stromych stoków.